# August Wilhelm Bach
Pour les articles homonymes, voir Bach (homonymie).
August Wilhelm Bach est un compositeur et organiste prussien, né à Berlin le 4 octobre 1796 et mort dans la même ville le 15 avril 1869.

## Biographie
August Wilhelm Bach n'a aucun lien de parenté avec la famille de Johann Sebastian Bach. Son père Gottfried, organiste à la Dreifaltigkeitskirche de Berlin a été son premier professeur de musique. Après avoir fréquenté le lycée, il est devenu à partir de 1813 professeur de musique indépendant en dehors de Berlin.
En 1814, il retourne à Berlin pour occuper le poste d'organiste à la Gertraudenkirche alors que son espoir de reprendre le poste de son père décédé s'essouflait. Il parfait sa formation musicale auprès de Carl Friedrich Zelter au contrepoint et de Ludwig Berger au piano. En 1816 il est devenu organiste à la Marienkirche de Berlin et en 1820 professeur d'orgue et de théorie musicale à l'Institut pour la musique d'église nouvellement fondé par Zelter et dont il a pris la place de directeur à la mort de ce dernier en 1832 (il en conservera la direction jusqu'à sa mort). August Wilhelm Bach a exercé une grande influence sur la construction des orgues en Prusse, étant devenu commissaire de la commission royale de construction des orgues.
À partir de 1833 il a été membre du sénat de l'académie royale des arts et enseignant dans le département de composition musicale de cette académie. August Wilhelm Bach a été, du début des années 1830 et jusqu'à sa mort, une personnalité très influente dans la vie musicale berlinoise.  Comme organiste il s'est beaucoup engagé pour la reconnaissance de l'œuvre de Johann Sebastian Bach.

## Œuvres
Outre des compositions pour solistes, chœur et orchestre, dont le 100e psaume Jauchzet dem Herrn alle Welt, Auguste Wilhem Bach a écrit diverses œuvres pour orgue (préludes, fantaisies, fugues etc.), des œuvres pour piano et des œuvres de musique de chambre. Très en phase avec le gout musical de son temps, elles n'expriment que rarement un langage musical original.
Son recueil en trois parties publié vers 1830 intitulé Der practische Organist (L'organiste pratique) comporte des pièces pour orgue destinées à l'apprentissage et a longtemps été une référence.